# Thomas Mayer (Fußballspieler, 1995)
Thomas Wilfried Mayer (* 23. August 1995 in Vöcklabruck) ist ein österreichischer Fußballspieler.

## Karriere
Mayer begann seine Karriere beim SC Schwanenstadt. 2009 ging er in die AKA Linz. 2011 wechselte er nach Deutschland zum VfB Stuttgart. 2012 lief sein Vertrag in Stuttgart aus und er wechselte im September 2012 zum österreichischen Drittligisten SK Rapid Wien II. 2013 wechselte er zum FC Pasching.
Im Sommer 2014 wechselte er zum FC Red Bull Salzburg, wurde jedoch direkt an den LASK verliehen, für dessen Amateure, die SPG FC Pasching/LASK Juniors, er zunächst zum Einsatz kam. Im Jänner 2016 stieg er in den Profikader auf. Im März 2016 debütierte er in der zweiten Liga.
Nach dem Aufstieg des LASK in die Bundesliga wurde er im Sommer 2017 für zwei Jahre an den Zweitligisten SV Ried weiterverliehen. Zur Saison 2019/20 wechselte er zum SC Austria Lustenau, bei dem er einen bis Juni 2022 laufenden Vertrag erhielt. Im August 2020 löste er seinen eigentlich noch zwei Jahre laufenden Vertrag nach 29 Zweitligaeinsätzen in Lustenau auf.
Daraufhin wechselte er im September 2020 nach England zum Drittligisten Hull City, bei dem er einen bis Juni 2022 laufenden Vertrag erhielt. Für Hull kam er zu sechs Einsätzen in der EFL League One. Zu Saisonende stieg er mit dem Klub in die EFL Championship auf. Im August 2021 kehrte Mayer nach Österreich zurück und schloss sich dem Zweitligisten SKU Amstetten an. In zwei Jahren im Amstetten kam er zu 56 Zweitligaeinsätzen, in denen er siebenmal traf.
Im August 2023 schloss Mayer sich dem Ligakonkurrenten Grazer AK an, bei dem er einen bis 2024 laufenden Kontrakt unterschrieb. Für den GAK absolvierte er 25 Zweitligaspiele, mit dem Klub stieg er in die Bundesliga auf. Daraufhin verließ er den GAK per Vertragsende aber wieder.
Zur Saison 2024/25 kehrte Mayer zum SKU Amstetten zurück.